# Naomi Shindō
Naomi Shindō (進藤 尚美, Shindō Naomi) est une seiyū japonaise née le 9 novembre 1972 à Kyōto.

## Ses principaux doublages

### Anime
- Ah! My Goddess (Shohei Yoshida)
- Asobi ni Iku yo! (Durel)
- Beyblade (Kathy Glory)
- Beyond the Boundary (Ayaka Shindo)
- Binbou Shimai Monogatari (Echigoya Kinko)
- Blood+ (Young Haji) - episode 22.
- Bobobo-bo Bo-bobo  (Heppokomaru)
- Bokurano (Misumi Tanaka)
- Crush Gear Turbo (ja)(Kuroudo Marume)
- Dennō Coil (Aiko)
- Fairy Tail (Ikaruga)
- Fullmetal Alchemist: Brotherhood (Rebecca Catalina)
- Gaiking Legend of Daiku-Maryu - (Naoto Hayami)
- Gear Fighter Dendoh (Hokuto Kusanagi)
- Gun Frontier (Katarina, Sanae)
- Heroman (Vera, Narration)
- Idolmaster: Xenoglossia (Chikako Minamoto)
- Kanokon (Tamamo)
- Kouchuu Ouja Mushiking Super Battle Movie: Yami no Kaizou Kouchuu - Popo
- Macross Zero (OVA) (Aries Turner)
- Mobile Suit Gundam SEED (Cagalli Yula Athha, Eileen Canaver, Birdy (Torii))
- Mobile Suit Gundam SEED Destiny (Cagalli Yula Athha, Torii)
- My-HiME  (Shizuru Fujino)
- My-Otome (Shizuru Viola)
- My-Otome Zwei (Shizuru Viola)
- No Game No Life (Miko)
- One Piece (Kalifa, Domino)
- PaRappa the Rapper (Dorothy)
- Pururun! Shizuku-Chan Aha! (Midoriko-san)
- Sonic X (Danny), (Lindsey Thorndyke), (Topaz)
- Sora Kake Girl (Nina Stratoski)
- Stellvia of the Universe (Leila Barthes)
- Tenchi Muyo! Ryo-Ohki (Noike Kamiki Jurai)
- Valkyria Chronicles (Irene Ellet)
- Hakaba Kitarō (Mary)

### Jeux vidéo
- Another Century's Episode 2 (Marina Carson)
- Another Century's Episode 3 (Marina Carson)
- Battlefield Valkyria: Gallian Chronicles (Irene Ellet)
- Gitaroo Man (Ming Ming)
- Hokuto Musou (Mamiya)
- Tokimeki Memorial Girl's Side: 2nd Kiss (Tatsuko Todou)
- Samurai Warriors (Ranmaru Mori)
- Samurai Warriors 2 (Ranmaru Mori), (Tachibana Ginchiyo)
- Spartan: Total Warrior (Electra)
- Shin Megami Tensei: Digital Devil Saga 2 (Fred)
- Xenosaga (Dr Juli Mizrahi)
- Fist Of The North Star : Ken's Rage ( Mamiya)